# Парламентские выборы в Лаосе (1967)
Парламентские выборы 1967 года были проведены в Лаосе 1 января. Выборы вновь проводились на основе всеобщего избирательного права (на парламентских выборах 1965 года были ограничения для политиков, государственных служащих, офицеров армии, полиции и местных государственных служащих), а возрастной ценз был снижен до 18 лет.